# Pajares de Adaja
Pajares de Adaja és un municipi de la província d'Àvila a la comunitat autònoma de Castella i Lleó.

## Personatges il·lustres
- Francisco Méndez Álvaro